# Tirar o chapéu

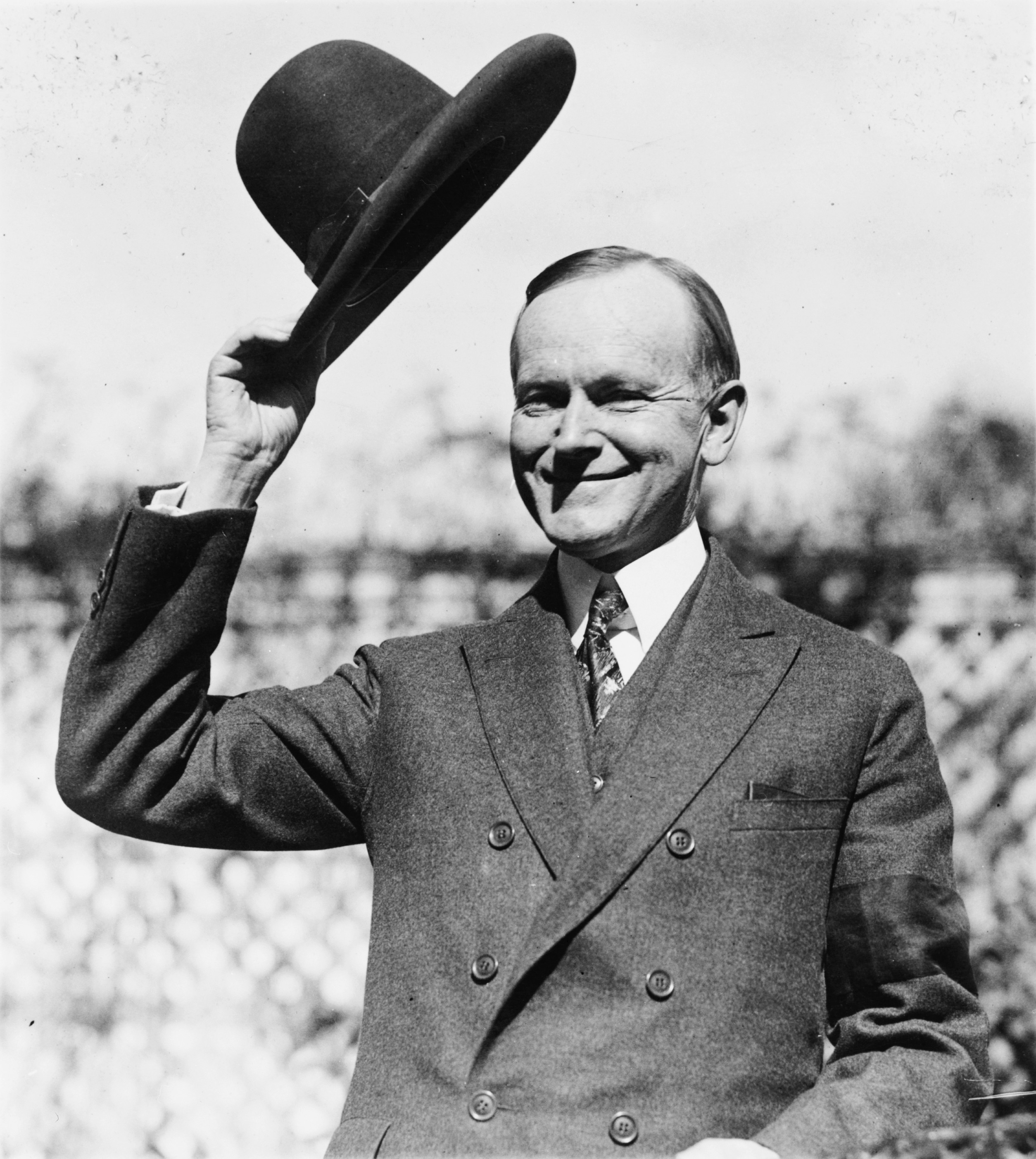
O presidente dos Estados Unidos Calvin Coolidge saúdo tirando o chapéu (1924).

Tirar o chapéu é um sinal convencional não-verbal de saudação ou agradecimento, normalmente efetuado apenas pelos homens. Privar-se do chapéu, como quando se entra em um templo religioso, é tido como um sinal de humildade. 

## O gesto
O gesto pode ser feito com uma simples movimentação da aba do chapéu até a sua retirada completa da cabeça. Em casos mais ostensivos, quem cumprimenta pode se inclinar em sinal de respeito. Se levado ao peito, com uma leve inclinação, é sinal de respeito a um conhecido há pouco falecido.

## Expressões verbais
O gesto deu origem a algumas expressões verbais que descrevem a intenção de praticar o ato de tirar o chapéu, em sinal de respeito, geralmente como formar de demonstrar admiração. Em português é comum o uso da expressão "tirar o chapéu" para denotar admiração, respeito e gratidão. Também pode-se usar a interjeição da língua francesa  "chapeau!" (pronuncia-se "chapô", equivalente a chapéu). 
A expressão correspondente em inglês, hat tip, também se usa na gíria da blogosfera, usualmente abreviada "HT" ou "h/t".